# Focke-Wulf Triebflügel
Focke-Wulf Triebflügel е проект на изтребител с вертикално излитане и кацане на фирмата Focke-Wulf.

## История
Компанията Focke-Wulf завършва разработката на този проект през септември 1944 г. и провежда контролни изпитания на модел на апарата в аеродинамичен тунел със скорости до 0,9 Мах, но така и не се стига до построяване на опитен образец.

## Описание на конструкцията
За разлика от останалите винтокрили машини, този летателен апарат е високо ефективен изтребител-прехващач с вертикално излитане и кацане и правопоточен въздушно-реактивен двигател. Трите му крила са монтирани на въртящ се пръстен, разположен непосредствено зад пилотската кабина и задвижвани от въздушно-реактивен двигател Pabos, който ускорява до експлоатационната скорост на малка твърдогоривна ракета.
При излитане и кацане крилата действат като винт на хеликоптер, а в режим на хоризонтален полет работят като огромен пропелер. Triebflügel принадлежи към апаратите с опашно кацане и е оборудван с едно централно опашно колело, както и с четири стабилизиращи конзолни колела, монтирани в краищата на всеки от вертикалните стабилизатори. По време на полет колелата са закривани от подвижни обтекатели.

## Летателни данни
Технически характеристики
- Екипаж: 1
- Дължина: 9,15 m
- Размах на крилете: 11,5 m
- Тегло: 2500 kg

Летателни характеристики
- Максимална скорост: 1000 km/h
- Таван на полета: 15 300 m
- Скороподемност: 50 m/s

Въоръжение:
- Guns: 2 × 30 mm MK-103 с по 100 снаряда всяко + 2 × 20 mm MG-151 с по 250 снаряда всяко